# Diatto Ottovù Zagato
El Diatto Ottovù Zagato es un automóvil deportivo diseñado y construido por el carrocero milanés Carrozzeria Zagato para dos de sus clientes. Coincidiendo con el 100º aniversario de la marca Diatto como fabricante de automóviles, el coche hizo su presentación pública oficial en el Salón del Motor de Ginebra 2007. La palabra Otto (ocho en italiano) aparece referida en varias formas tres veces en el nombre del coche. 
Diatto se fundó en 1835 para producir carruajes con una patente de Perfected Wheel, y fabricó su primer coche en 1905. Su camino se cruzó a menudo con Zagato, en su estrecha colaboración con Ettore Bugatti, los hermanos Maserati y Tazio Nuvolari. Ya en 1921, Ugo Zagato diseñó un cuerpo ligero y aerodinámico para el chasis del Diatto 25 4DS.
Adicionalmente, la palabra "Ottovù" significa "8V" en italiano. Una indicación clara sobre el motor que propulsa este vehículo, espectacular muestra de ejercicio de estilo deportivo.

## Datos técnicos
Se mencionan tres propulsores para el prototipo:
- V8 de 580 CV (Rush Performance)
- V8 potenciado de 650 CV
- V12 de 750 CV

La caja de cambios es automática, de ocho velocidades; con una aceleración de 0 a 100 km/h de 3,9 segundos para la versión de 580 CV.